# De Cholesteroloorlog
De Cholesteroloorlog - Waarom geneesmiddelen zo duur zijn (Uitgeverij Epo, 2004) is een boek van Dirk van Duppen.
In dit boek geeft Van Duppen een persoonlijke interpretatie van de marketingmechanismen waarvan de farmaceutische industrie zich bedient. De manier waarop de cholesterolverlager Zocor (simvastatine MSD) in België werd gepromoot dient daarbij als testcase. De auteur geeft een erg volledig overzicht van de recente literatuur ter zake, waarbij hij overvloedig put uit zowel medische (onder andere de British Medical Journal en The Lancet) als niet-medische publicaties. De centrale boodschap is: geneesmiddelen zijn veel te duur en de grote prijsverschillen tussen gelijkwaardige middelen zijn kunstmatig en onverantwoord.
Al meteen na de publicatie van de eerste druk veroorzaakte De Cholesteroloorlog een heftige polemiek. Vooral Van Duppens voorstel om voor geneesmiddelen een openbare offerte uit te schrijven en alleen de goedkoopste bieder te vergoeden (het zogenaamde 'Kiwimodel', een referentie aan Nieuw-Zeeland waar dit systeem al in gebruik is) veroorzaakte vehemente reacties. Niet alleen de Belgische farmaceutische industrie, verenigd in de groep pharma.be onder directeur Leo Neels, kwam tegen Dirk van Duppen in het geweer, ook medische tijdschriften zoals de Artsenkrant lieten zich niet onbetuigd. Zelfs de producenten van generieke medicijnen waren tegen het idee, het zou immers ook hen dwingen hun prijzen drastisch te verlagen.
Ondanks al die tegenstand vonden de voorstellen van Dirk van Duppen een gewillig oor bij de Federale minister van Sociale Zaken en Volksgezondheid Rudy Demotte (Parti Socialiste).